# پیربداق ابوالفتح
پیر بوداق ابوالفتح، پسر ارشد قرا یوسف و یکی از حاکمان سلسله قراقویونلو بود. پدرش در سال ۱۴۱۱ او را به سلطنت رساند و با نام پسرش به حکومت پرداخت. او دستور حمله به قره عثمان را صادر کرد. پیر بوداق در سن جوانی و نگهانی فوت شد.
پیربُداق یا پیربوداغ پسر جهانشاه قراقویونلو بود. وی بر پدر خویش عصیان کرد و موفق به فتح قلعه بغداد شد، اما در سال ۸۷۰ هجری قمری به دست برادر خود محمدی کشته شد.
پس از رسیدن خبر مرگ تیمور، قرایوسف به آذربایجان آمد و در جمادی الاول سال ۸۰۹ هـ. ق میرزا ابوبکر نوه تیمور را در حوالی نخجوان شکست داد و تبریز را از او بگرفت و پس از کشتن میرانشاه در ۸۱۰ بر آذربایجان مستولی گشت و پسر خود پیربداق را اسماً به سلطنت برداشته به نام او کشورگشایی می‌کرد.
گویا نقش نگین پیربداق ـ که گفته شده شیعه متعصبی بوده ـ چنین بوده‌است:
نامم بداغ و بنده با داغ حیدرم / هرجا شهی است در همه عالم غلام ماست.
علی اکبر دهخدا نام وی را پیربداق (به قاف و بدون واو) ضبط کرده‌است